# D Ream
D:Ream, aussi stylisé D.Ream ou D-Ream, est un groupe britannique de pop et dance. Le groupe connait un premier succès au Royaume-Uni avec Things Can Only Get Better en 1994, suivi de huit autres succès dans le top 40, dont U R Best Thing et Shoot Me with Your Love. Huit autres succès dans le top 40 suivent, dont U R the Best Thing et Shoot Me with Your Love  Leurs deux albums studio des années 1990 atteignent le top cinq britannique.
Le groupe avait un effectif variable, mais centré sur le chanteur Peter Cunnah. Le groupe live comprenait le claviériste Brian Cox, qui devient plus tard un diffuseur scientifique à la télévision, bien que Cunnah ait joué des claviers sur les enregistrements studio.

## Histoire

### Débuts et succès
En 1992, D:Ream sort le single U R the Best Thing, une chanson de piano-house qui n'est pas classée. Cependant, grâce à un remix de Sasha, il est classé par Pete Tong dans la catégorie Essential Tune of 1992. Things Can Only Get Better, sort au printemps 1993, donne au groupe son premier succès dans les hit-parades. U R The Best Thing est réédité en avril 1993 et est le deuxième succès du groupe. En 1994, le groupe est nommé pour le prix du meilleur groupe de danse aux MTV Europe Music Awards, puis pour le prix du meilleur single aux Brit Awards 1995.
Le premier album du groupe, D:Ream on Volume 1, dont la promotion dure près de deux ans, produit sept singles (Star et I Like It sortent conjointement en double face A). C'est le titre Things Can Only Get Better qui leur apporte le succès au Royaume-Uni et la célébrité internationale. Après avoir assuré la première partie de la tournée de Take That, Things Can Only Get Better est arrivé en tête du UK Singles Chart au début de l'année 1994. Sorti à l'origine au début de l'année 1993, le titre atteint la 24e place au Royaume-Uni. Il est ensuite adopté par le Parti travailliste comme thème des élections générales britanniques de 1997, et réédite donc réédité pour la troisième fois, atteignant cette fois la 19e place du classement britannique.
Le groupe sort deux albums studio, D:Ream on Volume 1 (1992) et World (1995), dix singles différents, dont deux sont sortis trois fois, et un album officiel de grands succès (The Best of D:Ream). En 1997, le label discographique du groupe sort sa première compilation, The Best of D:Ream. En 2006, une deuxième compilation est publiée, dans le cadre de la série The Platinum Collection.
Lorsque D:Ream perce dans les charts, le groupe est composé des membres principaux Peter Cunnah (chanteur, compositeur) et Al Mackenzie (musicien). Le physicien Brian Cox, qui a joué des claviers pendant plusieurs années tout en préparant son doctorat de physique avant d'être remplacé par Simon Ellis, ainsi que Derek Chai à la basse, Alex Leam au triangle et le batteur Mark Roberts faisaient également partie du groupe. Le groupe fait également appel à plusieurs chanteurs invités, comme TJ Davis, qui apparaît en tant que chanteuse sur The Power (of All the Love in the World), l'un des singles extraits de leur deuxième album. Il assure également les chœurs sur de nombreuses autres chansons.

### Retour et séparation
En 2008, D:Ream se reforme après une rencontre fortuite entre Cunnah et Mackenzie. Leur single All Things to All Men sort le 7 septembre 2009 sur leur propre label User Records. Ils sortent l'album In Memory of... en 2011. Ils prévoient également des dates de concert pour la suite. Pendant ce temps, Brian Cox devient professeur de physique et diffuseur scientifique qui a travaillé sur le projet du Grand collisionneur de hadrons. Fin 2010, il annonce qu'il allait fournir quelques claviers pour le nouvel album, mais qu'il ne rejoindrait pas le groupe à temps plein. Dans le cadre de leurs engagements en 2012, le groupe joue en première partie de Wheatus au LeeStock Music Festival à Sudbury, dans le Suffolk.
Le 23 juillet 2021, Cunnah et Mackenzie sortent un nouvel album studio, Open Hearts Open Minds.

## Discographie

### Albums studio
| 1993                                              | D:Ream on Volume 1     | 5 | 12  | 69 |
| 1995                                              | World                  | 5 | 155 | —  |
| 2011                                              | In Memory of...        | — | —   | —  |
| 2021                                              | Open Hearts Open Minds | — | —   | —  |
| « — » signifie qu'aucun classement n'est atteint. |                        |   |     |    |

### Compilations
| Année | Titre                                               |
| ----- | --------------------------------------------------- |
| 1997  | The Best of D:Ream                                  |
| 2006  | The Platinum Collection                             |
| 2011  | Things Can Only Get Better: The Very Best of D:Ream |

### EP
- 1992 : 4 Things 2 Come (FXU)

### Singles
| Année                                           | Single                                   | Meilleure position | Meilleure position | Meilleure position | Meilleure position | Meilleure position | Meilleure position | Meilleure position | Meilleure position | Meilleure position | Meilleure position | Meilleure position | Meilleure position | Meilleure position | Meilleure position | Meilleure position | Album                     |
| Année                                           | Single                                   | UK                 | UK Club            | AUS                | AUT                | BEL (FLA)          | DAN                | EUR                | ALL                | IRL                | P.-B               | NZ                 | POR                | SUI                | SUÈ                | US Dance           | Album                     |
| ----------------------------------------------- | ---------------------------------------- | ------------------ | ------------------ | ------------------ | ------------------ | ------------------ | ------------------ | ------------------ | ------------------ | ------------------ | ------------------ | ------------------ | ------------------ | ------------------ | ------------------ | ------------------ | ------------------------- |
| 1992                                            | U R the Best Thing                       | 72                 |                    | –                  | –                  | –                  | –                  | –                  | –                  | –                  | –                  | –                  | –                  | –                  | –                  | –                  | D:Ream On Vol. 1          |
| 1993                                            | Things Can Only Get Better               | 24                 |                    | –                  | 23                 | –                  | –                  | –                  | –                  | –                  | –                  | –                  | –                  | –                  | –                  | 7                  | D:Ream On Vol. 1          |
| 1993                                            | U R the Best Thing (réédition)           | 19                 | 1                  | –                  | –                  | 50                 | –                  | 62                 | –                  | 6                  | –                  | –                  | –                  | –                  | –                  | 1                  | D:Ream On Vol. 1          |
| 1993                                            | Unforgiven                               | 29                 | 7                  | –                  | –                  | –                  | –                  | –                  | –                  | –                  | –                  | –                  | 10                 | –                  | –                  | –                  | D:Ream On Vol. 1          |
| 1993                                            | Star / I Like It                         | 26                 |                    | –                  | –                  | –                  | –                  | 88                 | –                  | –                  | –                  | –                  | –                  | –                  | –                  | –                  | D:Ream On Vol. 1          |
| 1993                                            | Things Can Only Get Better (réédition)   | 1                  | 14                 | 9                  | –                  | 10                 | 19                 | 5                  | 20                 | 2                  | 20                 | 46                 | –                  | 11                 | 7                  | –                  | D:Ream On Vol. 1          |
| 1994                                            | U R the Best Thing (Perfecto Remix)      | 4                  | 7                  | 9                  | –                  | 46                 | –                  | 13                 | 65                 | 6                  | 25                 | –                  | –                  | 35                 | –                  | –                  | D:Ream On Vol. 1          |
| 1994                                            | Take Me Away                             | 18                 | 9                  | 52                 | –                  | –                  | –                  | –                  | –                  | 30                 | –                  | –                  | –                  | –                  | –                  | –                  | D:Ream On Vol. 1          |
| 1994                                            | Blame It on Me                           | 25                 |                    | –                  | –                  | –                  | –                  | –                  | –                  | –                  | –                  | –                  | –                  | –                  | –                  | –                  | D:Ream On Vol. 1          |
| 1995                                            | Shoot Me with Your Love                  | 7                  |                    | 73                 | –                  | –                  | –                  | 26                 | 73                 | 16                 | –                  | –                  | –                  | 45                 | –                  | 4                  | World                     |
| 1995                                            | Party Up the World                       | 20                 |                    | 122                | –                  | –                  | –                  | –                  | –                  | 24                 | –                  | –                  | –                  | –                  | –                  | –                  | World                     |
| 1995                                            | The Power (of All the Love in the World) | 40                 |                    | 150                | –                  | –                  | –                  | –                  | –                  | –                  | –                  | –                  | –                  | –                  | –                  | –                  | World                     |
| 1997                                            | Things Can Only Get Better (réédition)   | 19                 |                    | –                  | –                  | –                  | –                  | –                  | –                  | –                  | –                  | –                  | –                  | –                  | –                  | –                  | The Best of D:Ream Vol. 1 |
| 2009                                            | All Things to All Men                    | –                  |                    | –                  | –                  | –                  | –                  | –                  | –                  | –                  | –                  | –                  | –                  | –                  | –                  | –                  | In Memory of...           |
| 2010                                            | Drop Beatz Not Bombs                     | –                  |                    | –                  | –                  | –                  | –                  | –                  | –                  | –                  | –                  | –                  | –                  | –                  | –                  | –                  | In Memory of...           |
| 2011                                            | Gods in the Making                       | –                  |                    | –                  | –                  | –                  | –                  | –                  | –                  | –                  | –                  | –                  | –                  | –                  | –                  | –                  | In Memory of...           |
| 2011                                            | Sleepy Head                              | –                  |                    | –                  | –                  | –                  | –                  | –                  | –                  | –                  | –                  | –                  | –                  | –                  | –                  | –                  | In Memory of...           |
| 2014                                            | Things Can Only Get Better (réédition)   | 66                 |                    | –                  | –                  | –                  | –                  | –                  | –                  | –                  | –                  | –                  | –                  | –                  | –                  | –                  | D:Ream On Vol. 1          |
| 2021                                            | Meet Me at Midnight                      | –                  |                    | –                  | –                  | –                  | –                  | –                  | –                  | –                  | –                  | –                  | –                  | –                  | –                  | –                  | Open Hearts Open Minds    |
| 2021                                            | Many Hands                               | –                  |                    | –                  | –                  | –                  | –                  | –                  | –                  | –                  | –                  | –                  | –                  | –                  | –                  | –                  | Open Hearts Open Minds    |
| 2021                                            | I Used to Believe in Love                | –                  |                    | –                  | –                  | –                  | –                  | –                  | –                  | –                  | –                  | –                  | –                  | –                  | –                  | –                  | Open Hearts Open Minds    |
| 2022                                            | Pedestal                                 | –                  |                    | –                  | –                  | –                  | –                  | –                  | –                  | –                  | –                  | –                  | –                  | –                  | –                  | –                  | Single inédit             |
| « — » signifie quacun classement n'est atteint. |                                          |                    |                    |                    |                    |                    |                    |                    |                    |                    |                    |                    |                    |                    |                    |                    |                           |